# Uromyces dolichosporus
Uromyces dolichosporus är en svampart som beskrevs av Dietel & Holw. 1901. Uromyces dolichosporus ingår i släktet Uromyces och familjen Pucciniaceae.   Inga underarter finns listade i Catalogue of Life.